# Прапор Альберти

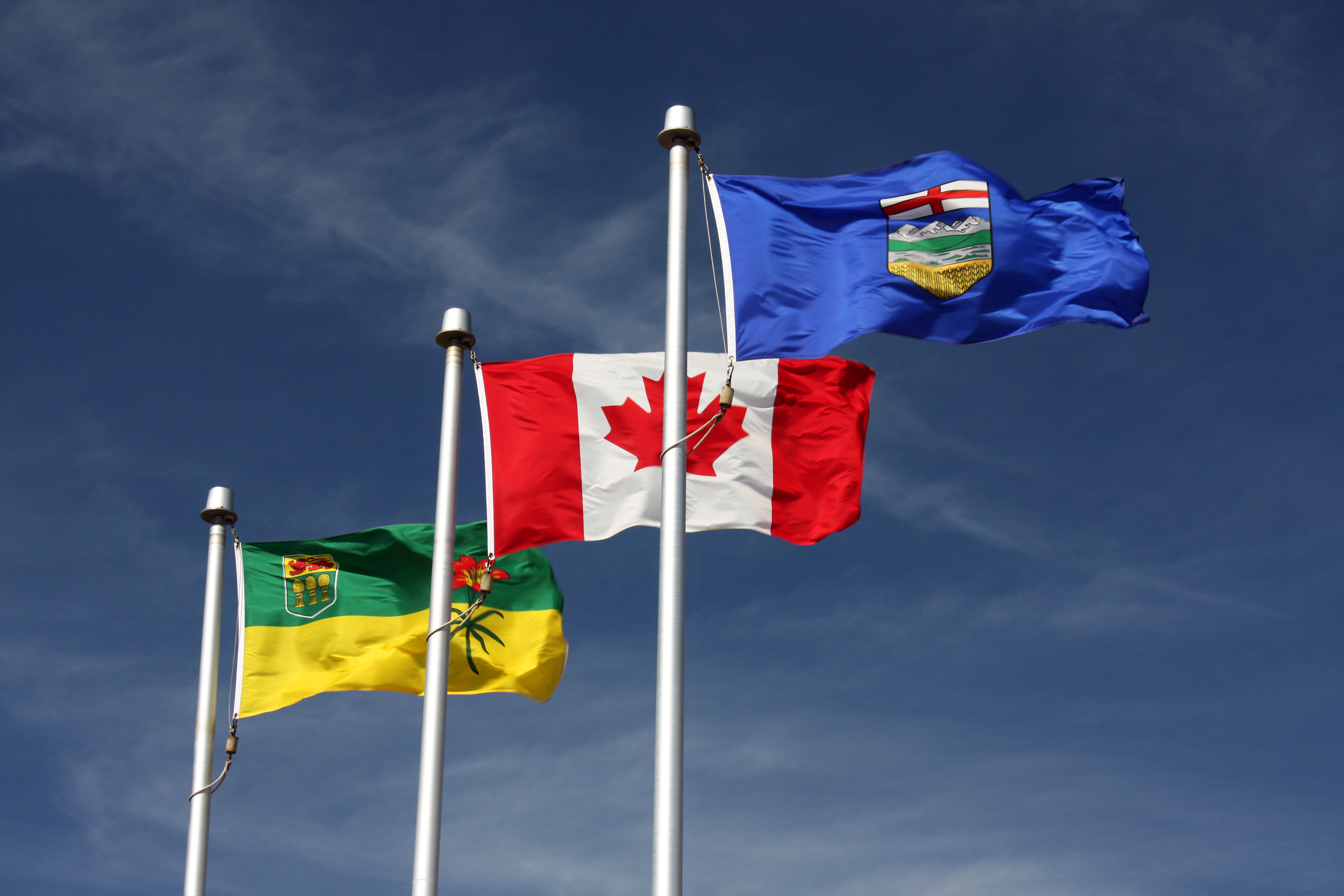
Прапор Альберти майорить перед прапорами Канади та Саскачевану у м. Ллойдміністері

Прапор Альберти — один із офіційних символів канадської провінції Альберта. Прапор було затверджено «Законом про офіційний прапор провінції», прийнятим Законодавчою асамблеєю Альберти 1 липня 1968.

## Розміри і колір
Відношення ширини прапора до його довжини 1:2. Колір полотнища — синій королівський ультрамарин.
У центрі полотнища розташований герб провінції. Відношення висоти герба до ширини прапора становить 7/11.

## Коротка історія
1905 року Альберта стала канадською провінцією і, відповідно, був розроблений проєкт герба провінції, який був офіційно затверджений 30 травня 1907.
Після затвердження нового прапора Канади в Альберті відбулися дебати щодо доцільності розроблення і офіційного затвердження прапора провінції. Зазвичай, як і інші провінції, в Альберті передбачалось застосовувати прапор у вигляді червоного полотнища із гербом провінції на ньому. Однак, під час підготовки до святкування сторіччя канадської конфедерації, був розроблений тимчасовий проєкт прапора із застосуванням синього полотнища. На полотнищі був розміщений дещо стилізований герб провінції, без девізу та інших символів, які з'явилися на гербі пізніше 1907-го. Проєкт прапора було прийнято населенням, і 1-го липня 1968-го він був затверджений законодавчою асамблеєю Альберти як офіційний прапор провінції.